# Persone di nome Giovanni/Storici
| Questa pagina contiene informazioni ricavate automaticamente dalle voci biografiche con l'ausilio del template Bio e di un bot. L'aggiornamento è periodico e automatico e ricostruisce completamente la pagina. Se manca una persona in questa lista, sei pregato di non aggiungerla, ma accertati piuttosto che la sua voce biografica contenga il template Bio e che i dati anagrafici siano correttamente compilati. Se il template Bio manca, inseriscilo tu stesso o, in alternativa, metti l'avviso {{tmp\|Bio}} che ne segnala la mancanza. Se i dati riportati sono sbagliati, correggi direttamente la voce biografica; le modifiche saranno visibili in questa lista entro pochi giorni. Per chiarimenti vedi il progetto antroponimi. La lista contiene solo le 75 persone che sono citate nell'enciclopedia e per le quali è stato implementato correttamente il template Bio. Pagina aggiornata al 22 giu 2025. |

Questa è una lista di persone presenti nell'enciclopedia che hanno il nome Giovanni e sono storici.

## A(5)
- Giovanni Agostino Abate, storico italiano (Savona, n. 1495)
- Giovanni Francesco Abela, storico e archeologo maltese (La Valletta, n. 1582 - La Valletta, † 1655)
- Giovanni Battista Angelini, storico italiano (Strozza, n. 1690 - Bergamo, † 1767)
- Giovanni Antonucci, storico, critico teatrale e drammaturgo italiano (Roma, n. 1941)
- Giovanni Aventino, storico e filologo tedesco (Abensberg, n. 1477 - Ratisbona, † 1534)

## B(7)
- Giovanni Baroni, storico, avvocato e politico italiano (Corte Palasio, n. 1860 - Lodi, † 1949)
- Giovanni Battista Biancolini, storico italiano (Verona, n. 1697 - Verona, † 1780)
- Giovanni Battista Birago Avogadro, storico e giurista italiano (Genova, n. 1634 - Genova, † 1699)
- Giovanni Bognetti, storico e giornalista italiano (Milano, n. 1868 - Milano, † 1935)
- Giovanni Brizzi, storico italiano (Bologna, n. 1946)
- Giovanni Brunacci, storico e numismatico italiano (Monselice, n. 1711 - Padova, † 1772)
- Giovanni Battista Brusin, storico e archeologo italiano (Aquileia, n. 1883 - Aquileia, † 1976)

## C(12)
- Giovanni Cadonici, storico e scrittore italiano (Venezia, n. 1705 - Cremona, † 1786)
- Giovanni Canano, storico bizantino
- Giovanni Candido, storico e giurista italiano (Udine - Udine, † 1528)
- Giovanni Battista Caruso, storico italiano (Polizzi Generosa, n. 1673 - Polizzi Generosa, † 1724)
- Giovanni Battista Casali, storico e antiquario italiano (Roma, n. 1578 - Roma, † 1648)
- Giovanni Cavalcanti, storico italiano (Firenze, n. 1381)
- Giovanni Cecini, storico italiano (Roma, n. 1979)
- Giovanni Giustino Ciampini, storico, matematico e giornalista italiano (Roma, n. 1633 - Roma, † 1698)
- Luigi Cibrario, storico, numismatico e magistrato italiano (Torino, n. 1802 - Trobiolo, † 1870)
- Giovanni Cinnamo, storico bizantino
- Giovanni Codevilla, storico italiano (Genova, n. 1941)
- Giovanni Colonna, storico italiano (Gallicano - Tivoli)

## D(6)
- Giovanni De Luna, storico, scrittore e autore televisivo italiano (Battipaglia, n. 1943)
- Giovanni Evangelista Di Blasi, storico italiano (Palermo, n. 1720 - Palermo, † 1812)
- Giovanni Antonio da Faye, storiografo e poeta italiano (Malgrate, n. 1409 - Bagnone, † 1470)
- Giovanni Battista di Nola Molisi, storico e scrittore italiano (Crotone - Crotone)
- Giovanni de Vergottini, storico italiano (Parenzo, n. 1900 - Bologna, † 1973)
- Giovanni di Tynemouth, storico inglese

## F(3)
- Giovanni Fantuzzi, storico, biografo e bibliografo italiano (Bologna, n. 1718 - Bologna, † 1799)
- Giovanni Battista Fanucci, storico italiano (Pisa, n. 1756 - Pisa, † 1834)
- Giovanni Maria Finazzi, storico e presbitero italiano (Bottanuco, n. 1802 - Bergamo, † 1877)

## G(9)
- Giovanni di Antiochia, storico bizantino
- Giovanni di Fordun, storico e presbitero scozzese (Fordoun - † 1384)
- Giovanni di Montecassino, storico italiano
- Giovanni di Napoli, storico italiano
- Giovanni Campiglio, storico e romanziere italiano (n. 1814 - † 1854)
- Giovanni il diacono, storico egizio
- Giovanni di Epifania, storico bizantino
- Giovanni Gozzadini, storico, archeologo e politico italiano (Bologna, n. 1810 - Ronzano, † 1887)
- Giovanni Battista Grossi, storico e teologo italiano (Catania, n. 1605 - Catania, † 1666)

## I(1)
- Giovanni Incisa della Rocchetta, storico e nobile italiano (Roma, n. 1897 - † 1980)

## K(1)
- Giovanni Kobler, storico italiano (Fiume, n. 1811 - Fiume, † 1893)

## L(4)
- Giovanni Lami, storico, bibliotecario e abate italiano (Santa Croce sull'Arno, n. 1697 - Firenze, † 1770)
- Giovanni Levi, storico italiano (Milano, n. 1939)
- Giovanni Livi, storico italiano (Prato, n. 1855 - Firenze, † 1930)
- Giovanni Lucio, storico dalmata (Traù, n. 1604 - Roma, † 1679)

## M(5)
- Giovanni Malalas, storico siro (Antiochia di Siria - † 578)
- Giovanni Miccoli, storico italiano (Trieste, n. 1933 - Trieste, † 2017)
- Giovanni Mira, storico e antifascista italiano (Milano, n. 1891 - Alzano Lombardo, † 1966)
- Giovanni Monticolo, storico italiano (Venezia, n. 1852 - Roma, † 1909)
- Giovanni Mulè Bertòlo, storico, giornalista e politico italiano (Villalba, n. 1837 - Caltanissetta, † 1917)

## N(1)
- Giovanni Nostradamus, storico e scrittore francese (Saint-Rémy-de-Provence, n. 1522 - † 1576)

## P(6)
- Giovanni Andrea Pauletti, storico italiano (Padova, n. 1641 - † 1705)
- Giovanni Percoco, storico, filologo e linguista italiano (Chiaromonte, n. 1936 - Chiaromonte, † 2022)
- Giovanni Pettinato, storico e assiriologo italiano (Troina, n. 1934 - Roma, † 2011)
- Giovanni Battista Picotti, storico italiano (Verona, n. 1878 - Pisa, † 1970)
- Giovanni Poggi, storico e museologo italiano (Firenze, n. 1880 - Firenze, † 1961)
- Giovanni Pugliese Carratelli, storico italiano (Napoli, n. 1911 - Roma, † 2010)

## R(2)
- Giovanni Rinaldi, storico italiano (Cerignola, n. 1954)
- Giovanni Romeo, storico italiano (Procida, n. 1949)

## S(6)
- Giovanni Sabbatucci, storico e giornalista italiano (Sellano, n. 1944 - Roma, † 2024)
- Giovanni Scilitze, storico bizantino
- Gianni Sofri, storico e saggista italiano (Staranzano, n. 1936)
- Giovanni Soster, storico italiano (Valdagno, n. 1814 - Valdagno, † 1893)
- Giovanni Battista Spotorno, storico e letterato italiano (Albisola Superiore, n. 1788 - Genova, † 1844)
- Giovanni Antonio Summonte, storico, politico e mercante italiano (Napoli - Napoli, † 1602)

## T(1)
- Giovanni Tabacco, storico e medievista italiano (Firenze, n. 1914 - Torino, † 2002)

## V(3)
- Giovanni Vincenzo Verzellino, storico italiano (Savona, n. 1562 - Savona, † 1638)
- Giovanni Maria Vian, storico e giornalista italiano (Roma, n. 1952)
- Giovanni Battista Visi, storico italiano (Mantova, n. 1737 - † 1784)

## X(1)
- Giovanni Xifilino, storico e religioso bizantino (Trapezunte)

## Z(2)
- Giovanni Maria Zappi, storico e biografo italiano (Tivoli, n. 1519 - Tivoli, † 1596)
- Giovanni Zonara, storico e teologo bizantino